# 닛추선
닛추선(일본어: 日中線)은 후쿠시마현 기타카타시의 기타카타역과 폐지 당시 후쿠시마현 야마군 아쓰시오카노 촌(현재 기타카타 시)의 아쓰시오 역을 잇던 일본국유철도(국철)의 철도 노선이다. 1980년 국철 재건법이 규정하는 제1차 특정지방교통선으로 분류되어 폐지가 승인되었고 1984년 4월 1일 공식 폐지되었다. 노선명은 종점 아쓰시오 역 북쪽의 닛추 온천에서 유래했다.

## 운행 형태
개통 당초에는 1일 6왕복이 운행되었지만, 1948년부터는 아침 1왕복과 저녁 1왕복, 밤 1왕복으로 1일 3왕복이 운행되었다. 화물 취급이 폐지되기 전에는 객차와 화차를 병결한 혼합 열차가 운행되기도 했다.
개통 당시에는 아쓰시오 역에서 전차대를 사용해 증기 기관차의 방향 전환을 했지만, 거리도 짧고 속도도 저속으로 설정되었기 때문에 후진 운행에도 지장이 없었고, 중일 전쟁의 영향도 있어 그대로 사용이 중지되었다. 말기에 증기 기관차는 상행 열차(아쓰시오 발 기타카타 행)이 후진 운행이었으며, 역으로 오후의 하행 열차(기타카타 발 아쓰시오 행)이 후진 운행을 하는 변칙 운전을 했다.

## 사용 차량
증기 기관차
C11형
C12형
디젤 기관차
DE10형
객차
오하 61계(오하 61·오하후 61)등의 구형 객차

## 역사
닛추 선은 개정 철도부설법 별표 제26호가 규정하는 '야마가타 현 요네자와에서 후쿠시마 현 기타카타에 이르는 철도'(일본어: 山形縣米澤ヨリ福島縣喜多方ニ至ル鐡道)의 일부로, 닛코 선·야간 선·아이즈 선과 함께 도호쿠 지방의 남부를 종관하는 야간바 선 구상의 일부를 담당하는 노선이었다.
1938년에 후쿠시마 현측이 개업했지만, 전형적인 로컬선으로, 폐지 시점에는 각역에 정차하는 1일 3왕복의 객차 열차가 아침저녁으로만 운행했으며, '낮에 안달리는 닛추 선', '낮중에는 안달리는 선'으로 사람들의 비아냥을 사기도 했다. 닛추 선에서 운행하는 열차는 지역 고교생의 통학용으로, 아쓰시오 온천으로의 숙박객등은 거의 이용하지 않았다. 또한, 아쓰시오카노 촌의 요나하타 광산(석탄)이나 가노 광산(은·구리)이 폐광되면서 화물 운송도 줄었다.
혼슈에서는 증기 기관차에 의한 정기 여객 열차의 운전이 마지막까지 이루어진 노선으로, 많은 철도 팬이 찾기도 했다. 한편 종점 아쓰시오 역에 있던 전차대는 증기 기관차를 후진으로 운행해도 되었기 때문에 사용되지 않았다.

### 연표
- 1938년 8월 18일 : 기타카타 - 아쓰시오 구간(11.6km)이 닛추선으로 개통되었다. 아이즈무라마쓰 역·가미산미야 역·아이즈카노 역·아쓰시오 역이 개업했다.
- 1957년
  - 7월 1일 : 아이즈카노 - 아쓰시오 구간(3.4km)의 화물 영업이 폐지되었다.
  - 9월 1일 : 아이즈카노 - 아쓰시오 구간의 화물 영업이 재개되었다.
- 1964년 4월 1일 : 아이즈카노 - 아쓰시오 구간의 화물 영업이 다시 폐지되었다.
- 1974년
  - 10월 31일 : 증기 기관차가 마지막 정기 운행을 실시했다.
  - 11월 3일 - 10일 : SL 고별 열차가 아이즈와카마쓰 - 아쓰시오 구간에서 운행했다.[3]
- 1981년 9월 18일 : 제1차 특정지방교통선으로서 폐지가 승인되었다.
- 1983년 11월 1일 : 기타카타 - 아이즈카노 구간(8.2km)의 화물 영업이 폐지되었다.
- 1984년
  - 3월 31일 : '안냥 닛추선 호'가 DE10+객차 4량+DE10 편성으로 운전되었다.
  - 4월 1일 : 전 구간(11.6km)가 폐지되고 버스로 전환되었다.

## 역 목록
모든 역이 후쿠시마현에 위치한다. 이 목록의 소재지는 폐지 당시의 소재지이다. 야마군의 아쓰시오카노 촌은 2006년에 기타카타시에 합병되었다.
| 역명           | 일본어 역명 | 접속 노선    | 역간 거리 | 누적 거리              | 소재지     |
| -------------- | ----------- | ------------ | --------- | ---------------------- | ---------- |
| 기타카타       | 喜多方      | 반에쓰사이선 | 0.0       | 0.0                    | 기타카타시 |
| 아이즈무라마쓰 | 会津村松    |              | 2.9       | 2.9                    | 기타카타시 |
| 가미산미야     | 上三宮      | 2.1          | 5.0       |                        | 기타카타시 |
| 아이즈카노     | 会津加納    | 3.2          | 8.2       | 야마군 아쓰시오카노 촌 |            |
| 아쓰시오       | 熱塩        | 3.4          | 11.6      | 야마군 아쓰시오카노 촌 |            |

## 폐지 후의 상황
닛추 선이 폐지된 후 아이즈 버스가 대체 버스를 기타카타 역앞 - 닛추 선 기념관앞 구간에서 1일 6왕복 운행하고 있다. 이 노선은 2008년 12월 1일부터 모든 버스가 일요일과 공휴일에 운휴하고 있다.
역사의 황폐화가 화제가 되어, 폐지 3년 후인 1987년부터 구 아쓰시오 역이 정비를 마치고 기념관으로서 보존되고 있다. 또한 폐선의 흔적은 구 기타카타 시내에서는 자전거 도로 '닛추 선 기념 자전거 보행자 도로'로서 정비되어 있다.

## 같이 보기
닛추 선적(跡) - 닛추 선 흔적 산책 리포트